# McCloud (Califòrnia)
McCloud és una concentració de població designada pel cens dels Estats Units a l'estat de Califòrnia. Segons el cens del 2009 tenia 1.323 habitants.

## Demografia
Segons el cens del 2000, McCloud tenia 1.343 habitants, 581 habitatges, i 393 famílies. La densitat de població era de 212,5 habitants/km².
Dels 581 habitatges en un 27% hi vivien nens de menys de 18 anys, en un 49,7% hi vivien parelles casades, en un 11% dones solteres, i en un 32,2% no eren unitats familiars. En el 28,6% dels habitatges hi vivien persones soles el 15,5% de les quals corresponia a persones de 65 anys o més que vivien soles. El nombre mitjà de persones vivint en cada habitatge era de 2,31 i el nombre mitjà de persones que vivien en cada família era de 2,81.
Per edats la població es repartia de la següent manera: un 24,3% tenia menys de 18 anys, un 5,9% entre 18 i 24, un 21,3% entre 25 i 44, un 27,3% de 45 a 60 i un 21,1% 65 anys o més.
L'edat mediana era de 44 anys. Per cada 100 dones de 18 o més anys hi havia 90,3 homes.
La renda mediana per habitatge era de 29.500 $ i la renda mediana per família de 35.882 $. Els homes tenien una renda mediana de 34.792 $ mentre que les dones 19.545 $. La renda per capita de la població era de 15.974 $. Entorn del 14,5% de les famílies i el 18,1% de la població estaven per davall del llindar de pobresa.

## Poblacions més properes
El següent diagrama mostra les poblacions més properes.